# Germinal Casado
Germinal Casado (Casablanca, 6 agosto 1934 – Orta San Giulio, 27 marzo 2016) è stato un ballerino, coreografo, costumista, scenografo, attore, regista, direttore di scena, direttore di teatro, scrittore e disegnatore spagnolo.

## Biografia
Nato in Marocco, figlio di genitori spagnoli, dopo aver assistito ad una rappresentazione al Jeunesses Musicales de France, decide di diventare ballerino, anche se già diciottenne.
Allievo di Nicolas Zverev e Nina Léontieff, debutta nella compagnia di Paul Goubé nel 1955. Nel 1957, Maurice Béjart lo ingaggia nella sua compagnia Ballet du XXe siècle, dove si distingue per tredici anni come uno degli interpreti principali di cinquanta balletti, esprimendosi anche nell'àmbito delle scenografie e dei costumi arrivando a collaborare con Salvador Dalí.
Nel 1968 è scritturato come attore nel Théâtre du Soleil di Ariane Mnouchkine.
Cessata l'attività di ballerino, si dedica alla realizzazione di coreografie, scenografie, costumi e all'attività di direttore di scena e regista per opere liriche, operette e musicals.
Nel 1977 è direttore della compagnia di balletto Danza Viva con sede a Karlsruhe, dove vive fino al 1998. Porta le sue rappresentazioni in Italia, Francia, Spagna, Grecia, Turchia, Belgio, Paesi Bassi, Polonia, Corea, Messico. In Germania riceve dal presidente della repubblica Richard von Weizsäcker la Croce al Merito per la divulgazione della cultura tedesca all'estero.
Scrive in materia di danza per diverse riviste europee e dà alle stampe due pubblicazioni: Germinal ou le sacre du printemps: mémoires du Ballet du 20e siècle et Danza Viva (France Europe edizioni, 2007), Béjart Casado: collaborations scéniques (Gilbert Serres edizioni, 2013).

## Teatrografia (incompleta)

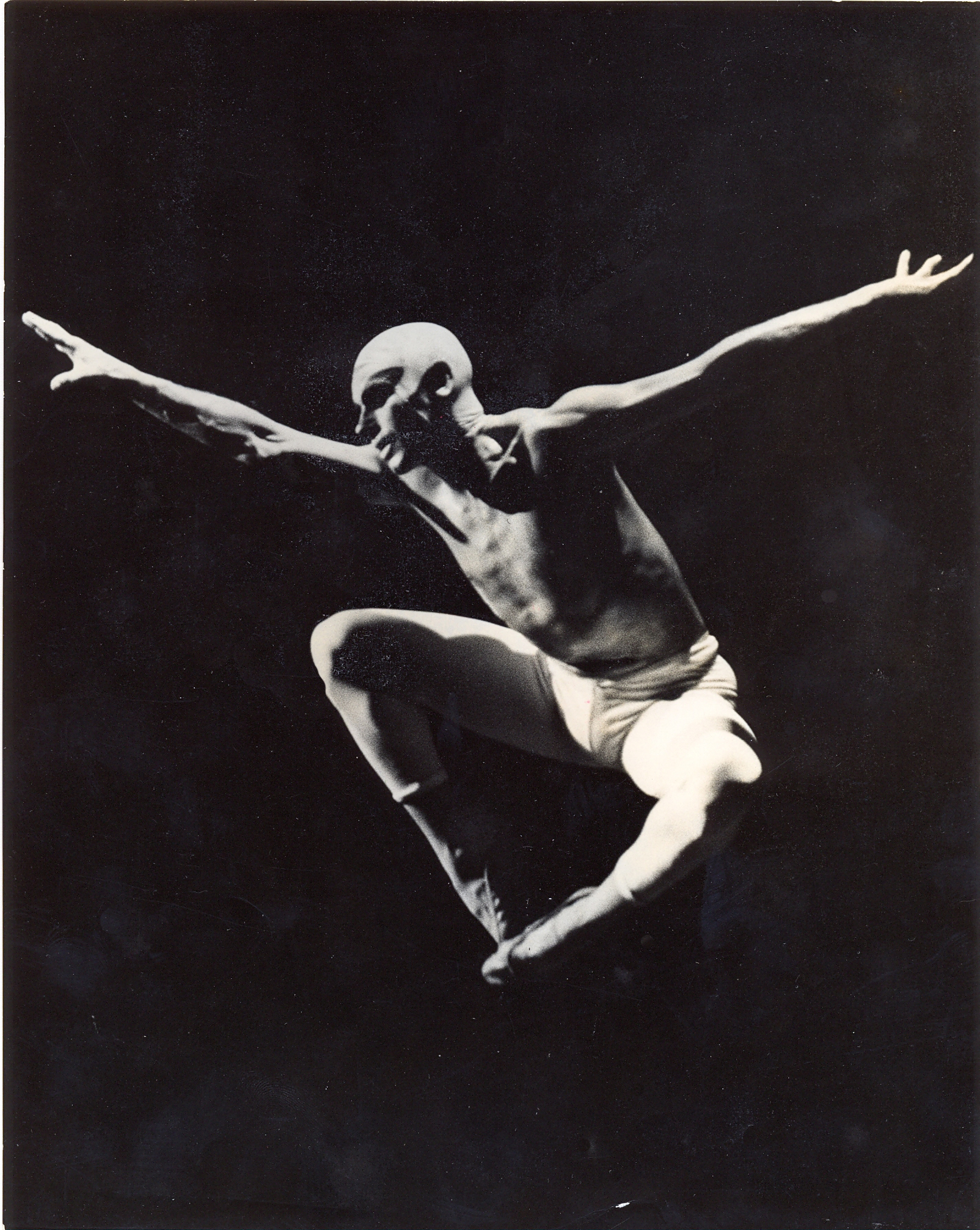
Germinal Casado nel Lago dei cigni

### Ballett du XXe siécle
- Boléro, di Maurice Ravel
- Le creature di Prometeo, di Ludwig van Beethoven
- Don Giovanni, di Christoph Willibald Gluck
- Gala (1962)[10]
- Hymne à la matière, di Teilhard de Chardin
- Il lago dei cigni, di Pëtr Il'ič Čajkovskij
- La sagra della primavera, di Igor' Stravinskij (prima rappresentazione di Maurice Béjart: 9 dicembre 1959, Théâtre de la Monnaie, Bruxelles)[11]
- Sinfonia n. 9, di Ludwig van Beethoven
- Śiva in Śakti

### Scenografo
- La dama spagnola e il cavaliere romano, di Alessandro Scarlatti
- La dannazione di Faust, di Hector Berlioz
- Krishna Bhakti (1969)[12]
- Les oiseaux
- I racconti di Hoffmann, di Jacques Offenbach
- Renard, di Igor' Stravinskij
- Romeo e Giulietta, di William Shakespeare
- La tentazione di Sant'Antonio, di Werner Egk
- La vedova allegra, di Franz Lehár

### Attore
- Fedra, di Jean Racine
- La grande strage dell'impero del sole, di Peter Shaffer
- Sogno di una notte di mezza estate, di William Shakespeare
- Un tram che si chiama Desiderio, di Tennessee Williams

### Danza Viva
- Les amantes de Valldemossa
- Amaterasu-ō-mi-kami
- Así que pasen cinco años, di Federico García Lorca
- La bella Otero
- Carmen, di Georges Bizet
- Carmina burana, di Carl Orff
- Evirato divo Farinelli
- Hermosa, di Manuel de Falla
- Isadora
- Kristalle
- Lakmé, di Léo Delibes
- Les libérateurs
- Loreley, di Alfredo Catalani
- Namouna, di Édouard Lalo
- Nôtre-Dame de Paris, di Victor Hugo
- Romeo e Giulietta, di William Shakespeare
- Sevillanas und tarant
- Soirée, di Antonín Dvořák
- Una stagione all'inferno, di Arthur Rimbaud
- Sylvia ou la nimphe de Diana, di Léo Delibes
- I tre moschettieri, di Alexandre Dumas
- Viva Vivaldi!, di Antonio Vivaldi
- Passo a due: Adagio in sol minore, di Tomaso Albinoni; Le Cid, di Pierre Corneille; Carmina burana, di Carl Orff; Pinocchio, di Carlo Collodi